# Dimítar Dímov
Dimítar Tòdorov Dímov (búlgar: Димитър Тодоров Димов, (25 de juny de 1909 a Lòvetx, Regne de Bulgària; † 1 d'abril de 1966 a Bucarest, Romania) fou un escriptor i dramaturg búlgar, veterinari i professor d'anatomia dels vertebrats. Era el pare de l'escriptora Teodora Dímova.

## Biografia
Dimítar Dímov va néixer a Lòvetx el 1909. El seu pare, un oficial de l'exèrcit, va caure en la Segona Guerra Balcànica; el seu padrastre, també oficial, era un expert en tabac. La mare de l'escriptor va tenir un gran interès per la literatura. La germana del seu avi matern va ser la mare del lluitador de la llibertat i revolucionari Iane Sandanski.
Als 10 anys Dímov va deixar l'escola a Dúpnitsa; El 1928 es va graduar a una escola de secundària de Sofia. Llicenciat el 1934 per la Universitat de Sofia com a metge veterinari, va passar un semestre a la Facultat de Dret. Fins a 1939 va treballar a la província com a veterinari i microbiòleg a l'Oficina de Biologia Veterinària de Burgàs.
De 1939 a 1946 va treballar com a professor adjunt d'anatomia a la Facultat de Veterinària de la Universitat de Sofia; El gener de 1943, es va especialitzar en histologia del sistema nerviós a l'Institut Cajal de Madrid. De 1946 a 1949 va impartir classes a la Facultat d'Agronomia de Plòvdiv, i en el període de 1949 a 1952, va ser professor associat de l'Acadèmia d'Agronomia de Sofia. Des de 1953 fou professor d'anatomia, embriologia i histologia dels vertebrats de l'Acadèmia Nacional de Ciències "G. Dimitrov "a Sofia.
Des de 1942 va publicar contes, descripcions de viatges, extractes de novel·les i drames en diversos diaris. Les seves obres el mostren sobretot com a mestre de la novel·la psicològica i social. va ser president de la Unió d'escriptors búlgars del 21 de març de 1964 fins a la seva mort. És autor de més de 20 treballs de recerca i després de 1966 a l'arxiu es van trobar nous plans i manuscrits de dos llibres sobre la teoria de la reflexió.
Escriptor amb una forta posició d'esquerres, Dímov, estableix a la literatura búlgara un estil artístic modern, que es caracteritza per la penetració psicològica, la profunditat intel·lectual, els conflictes aguts i un profund coneixement de la riquesa de la llengua. Els seus personatges, que tenen forts sentiments i ambicions, estan determinats pels conflictes socials i morals de l'època, influenciats per la forta visió social de l'escriptor i l'entusiasme personal per les idees de Sigmund Freud, Friedrich Nietzsche, Henri Bergson i l'obra d'Octave Mirbeau.
Dimítar Dímov va morir l'1 d'abril de 1966 a l'aeroport de Bucarest, Romania després d'una reunió dels sindicats d'escriptors de Bulgària i Romania, a causa d'un vessament cerebral. Hi ha un bust de Dímov al Jardí de Boríssova darrere de l'Estadi Nacional Vassil Levski a Sofia. La seva filla, Teodora Dímova, també és escriptora. A més, una sèrie d'escoles primàries de Bulgària duen el seu nom (particularment a Lòvetx, la seva ciutat natal i a Plòvdiv).

### Tinent Benz
"Tinent Benz" búlgar: Поручик Бенц, Porútxik Bents explica la història d'un amor dramàtic enmig de la tragèdia de la guerra. L'autor explora el costat fosc, desconegut de les passions humanes, l'amor que eleva i ennobleix, però que condueix a l'autodestrucció.
El tinent Benz és un metge militar alemany de la Primera Guerra Mundial, que s'enamora de la bellesa i intel·ligència d'Elena Petràixeva, una dona rica de l'alta societat búlgara, que és meitat búlgara i meitat francesa. El seu amor pur, però, s'enfronta a desafiaments insuperables que aclaparen la seva vida. Mentre que en el fons, els personatges secundaris també tenen el seu propi aspecte i les històries que són part integral i complementària de la història principal.
"Tinent Benz" no és un llibre ple de fets històrics o d'una història enredada i detallada. L'acció es desenvolupa en un període relativament curt, i Dimov se centra principalment en el món interior dels personatges.
El profund i dramàtic conflicte d'Elena Petràixeva-Benz (la "femme fatale", el producte d'una ràbia subconscient) contra el contradictori i dividit Benz, la insuperable atracció del qual implica el tragisme de la seva imatge, va ser concebuda en els anys estudiantils de l'escriptor. "Tinent Benz" va ser començada el 1933 i acabada el 1938.

### Novel·la sense títol
Els manuscrits descoberts després de la mort de l'autor fan que molts investigadors creguin que, després de 1939, Dimítar Dímov va començar a escriure una nova novel·la, la versió posterior de la qual és Tabac. L'obra inacabada i sense títol, coneguda com a "Novel·la sense títol" búlgar: Роман без заглавие, va ser impresa a la revista Plàmak, búlgar: Пламък (1967, núms. 11 i 12) i va entrar a les "Obres selectes" de 1966 a 67. Se suposa que quan Dimítar Dímov va anar a especialitzar-se a Espanya, abandonà la narrativa, per a tornar-hi després de 1945 d'una manera completament diferent.

### Tabac
"Tabac" (búlgar: Тютюн Tiutiun 1951) és una de les novel·les més llegides de la literatura búlgara. La trama de la novel·la tracta sobre els esdeveniments d'una sèrie de personatges connectats a una gran fàbrica de tabac. El nucli central de la trama és la història de Borís, una ambiciós jove d'orígens pobres que renuncia al seu primer amor a Irina per casar-se amb Maria, hereva del negoci del tabac. Comença a dirigir el negoci amb gran cobdícia i crueltat. La bogeria sobrevinguda i mort de la seva esposa, en un matrimoni sense amor, li permet, posteriorment, casar-se amb Irina, que ha estudiat per convertir-se en infermera, però es veu seduïda per la promesa de la vida luxosa com a amant i, finalment, cònjuge d'un propietari de la fàbrica. No obstant això, la seva vida comuna és enverinada pels successos anteriors i pel seu propi egoisme i la seva decadència moral. Altres personatges, inclòs un germà de Borís i un amic d'Irina que treballa a la fàbrica, es dediquen al moviment comunista i a la seva lluita; Aquests i diversos fils argumentals converteixen el llibre en una imatge més àmplia de la Bulgària capitalista en els anys previs a la presa del poder comunista. La novel·la critica l'egoisme, el carrerisme, l'avarícia i l'explotació característics de la societat de classes que descriu des d'una perspectiva socialista. El 1962, Nikola Kòrabov en feu una adaptació al cinema.

### Ànimes condemnades
La seva estada a Espanya es demostrà fructífera, no només en termes dels seus interessos científics, sinó també literaris: la trobada casual amb un representant de l'orde jesuïta a Espanya i la posterior visita a Toledo (residència de l'Orde) van reforçar l'interès de Dímov en el catolicisme i el va convertir en un dels fils narratius en la novel·la "Anime condemnades", búlgar: Осъдени души Ossadeni duixi, una tràgica història d'obsessió apassionada d'una jove anglesa dissoluta (Fanny Horn) amb un fanàtic i reaccionari jesuïta (el Pare Heredia). La relació de Fanny Horn (multiplicada per les imatges d'Elena a "Tinent Benz" i d'Adriana a "Novel·la sense títol") al Pare Heredia, dissenyada en el context de la realitat espanyola de la Guerra Civil, va donar a llum una història intrigant que fa especialment popular la novel·la. Començada a Espanya i completada després de la mobilització a l'Egeu, fou publicada el 1945. Va rebre un premi estatal, i fou traduïda al serbocroat, hongarès i polonès. També fou portada al cinema el 1975 pel director búlgar Vulo Ràdev.

### Obres inacabades
Entre les obres inacabades de l'escriptor es troba la novel·la "Taló d'Aquil·les" búlgar: Ахилесова пета Ahilèssova peta (publicada a la revista "Plàmak", 1966, núm. 10), que Dímov va començar el 1958 i, malgrat els contractes subscrits entre l'escriptor búlgar i el Comitè de Cultura, la va abandonar fins a l'expiració del seu mandat com a president de la Uníó d'escriptors. La seva sobtada mort deixà l'obra inacabada.
També va quedar sense fer la biografia novel·lada de Iane Sandanski, per a la qual Dímov aplega col·lectivament materials (en els anys posteriors a "Tabac") i que, per la seva pròpia naturalesa, es refereix al seu primer període creatiu.

### Darreres obres
Després de "Tabac", l'escriptor continua buscant diversitat de gèneres. Apareixen:
- El conte "L'anatomista Da Costa", búlgar: Анатомът Да Коста Anatòmat Da Kosta (1955)
- Les notes de viatge de "Juliol d'hivern", búlgar: „Юлска зима Iulska zima (publicades pòstumament), que són el resultat de les impressions del viatge de Dímov a Xile el setembre de 1954;
- Les obres "Dones amb un passat", búlgar: Жени с минало Jení s mínalo (representada per primer cop el 1959 al Teatre Juvenil de Sofia), "El culpable" búlgar: Виновният Vinòvniat (1961, al Teatre Nacional Ivan Vàzov)
- "Vacances a Arco Iris", búlgar: Почивка в Арко Ирис Potxivka v Arko Iris (1964, al Teatre Juvenil).